# عبد الله حامدي
عبد الله حامدي فنان تشكيلي جزائري ولد في بلدية الدبيلة بولاية الوادي في 7 مارس 1952 توفي بالمرض في 27 أكتوبر 2016 (العمر 64 سنة)دبيلة بولاية الوادي، الجزائر؛ يلقب في الجزائر بعميد الفنانين الجزائريين

## حياته
تابع دراسته بين قرية الجديدة وولاية سكيكدة
زاول دراسته بالمعهد الإسلامي بالوادي عام 1969 حيث تعلم مبادئ الفن والرسم على أيدي فنانين مصريين. إلى غاية 1974 متحصلا على شهادة التعليم الأصلي
اشتغل بالتعليم من 1975 إلى 2002 متقاعدا ليتفرغ للفن.
إلتحق بالمدرسة العليا للفنون الجميلة بالجزائر سنة 1981 لكنه إنقطع عنها لأسباب شخصية 
من مؤسسي الاتحاد الوطني للفنون التشكيلية الجزائرية سنة 1985 

## أعماله
أبدع نوعا جديدا من الخط العربي حضي باهتمام المختصين والخطاطين عالميا  
اصدر مؤلفات عن الفن منها :
- سلسلة فن الخط العربي وتشتمل ستة كتب : كتاب خط النسخ، الرقعة، الفارسي، الديواني، الثلث، الكوفي.
- كتاب ابتكار زخرفة.
- كتاب مجموعة الحروف الأبجدية للغة العربية لتعليم تلاميذ التعليم الابتدائي.
- كتاب عن الفنانين التشكيليين السوافة.

إلى جانب كتاب حول الإبداع وفن الديكور
شارك في عدة تظاهرات فنية بالجزائر والخارج منها:
- المهرجان الدولي للفنون الجميلة بتونس
- مهرجان الفنون الجميلة للعالم الثالث ببغداد العراق (2002).
- رئيس وفد جزائري في قسنطينة عاصمة الثقافة العربية [4]